# 吉林敖东
吉林敖東藥業集團股份有限公司（深交所：000623）是吉林敦化為基地的中國私營企業，主營醫藥工業、商業、科研及開發。

## 历史
公司在1993年成立，在1996年於深圳證券交易所上市。
2011年，该公司主营业务收入为1145230667.95元，公司净利润为1982049203.74元，公司总资产为10080725858.47元。
2020年2月9日晚辽宁成大公告显示，粤民投旗下韶关高腾拿下辽宁成大12.64%股权，成为辽宁成大第一大股东。以控股辽宁成大的方式，进而控股广发证券，是粤民投的路径所在。
广发证券2019年三季报显示，辽宁成大对广发证券完成了30万股的增持，持股比例达到16.40%，与第一大股东吉林敖东16.43%的持股相差仅为0.03%。

## 連結
- 吉林敖東藥業集團股份有限公司（页面存档备份，存于）